# 산다시
산다시(일본어: 三田市)는 일본 효고현 남동부에 있는 시이다. 풍부한 자연으로 유명한 전원 도시이며, 한때 인구 증가율이 일본에서 가장 높을 정도로 인구가 급증했던 적이 있지만 현재는 둔화되었다.
셋쓰국이 단바국, 하리마국과 국경을 접하고 있는 한신 지역 북쪽에 위치하고 있다. '한신 지역'으로 불리는 지역 중 비교적 자연이 풍부한 시골 도시이다.

## 지리
효고현 남동부 롯코 산지(六甲山地)의 북쪽에 있다. 예전에는 농촌 지역이었으나, 1980년대 대규모 주택 단지 개발과 JR 후쿠치야마선의 접근성 향상으로 오사카시・고베시의 위성 도시로 급격한 발전을 이루었다.
오늘날에는 도시와 농촌의 두 얼굴을 겸비한 전원도시이자 문화타운을 비롯해 우디타운, 플라워타운 등 고급 주택가를 갖춘 주택도시로 변모했다. 세토 내해식 기후에 속하지만 내륙에 위치하여 기온의 일교차가 비교적 큰 편이다.

### 인접한 자치체
고베시, 다카라즈카시, 이나가와정, 단바사사야마시, 미키시, 가토시

## 역사
"산다"라는 이름은 오랜 역사를 가지고 있다. 산다라는 이름은 약 1300년 전부터 사용되었을 것으로 추정된다. 이곳에 사람이 살았던 역사는 온화한 기후와 풍요로운 자연 환경 덕분에 약 3만 년 전으로 거슬러 올라간다.
7세기 말에 고신지의 사내 마을이 현재의 야시키 주변에 만들어졌다. 산다성은 무로마치 시대에 세워졌으며, 또한 조카마치가 아즈치모모야마 시대에 세워졌다. 산다는 에도 시대에 구키씨가 지배하는 36,000석의 작물을 생산하는 조카마치(성시)로 번영하였다. 메이지 시대 이후 철도의 개통으로 아리마군의 중심지로 팽창하였고, 1956년에 아이촌과 혼조촌이 합병해 아이노정이 되었다. 또한 산다정, 미와정, 히로노촌, 오노촌, 다카히라촌이 합병해 산다정이 되었고, 1957년에 산다정이 아이노정을 편입하였다. 1958년 7월에 산다정은 시로 승격해 현재의 산다시가 되었다.

## 교통

### 철도
- 서일본 여객철도
  - 후쿠치야마선(JR 다카라즈카선)

- 고베 전철
  - 산다선
  - 공원도시선

### 도로
- 마이즈루 와카사 자동차도(일본어판)
- 주고쿠 자동차도
- 국도 제176호선 (일본)(일본어판)

## 인구
1958년 10월 1일 시 승격 당시 처음으로 통계를 잡았을 때 인구는 32,673명으로 효고현에서 가장 인구가 적은 자치단체였는데 시 승격 이후에도 인구는 제자리걸음으로 1985년 10월 1일 조사까지 3만 명대를 유지하였다. 그러나 오사카의 베드타운으로 호쿠세쓰미타 뉴타운 개발이 시작되면서 인구가 급격히 증가하여 1985년 4만 명, 1990년 6만 명, 1991년 7만 명, 1993년 8만 명, 1996년 10만 명을 돌파했다. 인구 증가율은 효고현은 물론 10년 연속 일본 1위를 기록했으며, 1999년 10월 1일 조사에서는 11만 395명을 기록했으나 이후 인구 증가율이 둔화되었고, 2010년 국세조사에서 11만 4216명으로 집계된 이후 감소 추세를 보이고 있다. 뉴타운에 도시 인구의 절반 이상이 거주하고 있다. 신규 거주자가 적은 농촌 지역과 플라워타운의 고령화 대책이 시급해 보인다.
| 연도                        | 인구    | ±%     |
| --------------------------- | ------- | ------ |
| 1920                        | 22,008  | —      |
| 1925                        | 22,238  | +1.0%  |
| 1930                        | 23,513  | +5.7%  |
| 1935                        | 23,212  | −1.3%  |
| 1940                        | 24,282  | +4.6%  |
| 1945                        | 33,145  | +36.5% |
| 1950                        | 33,211  | +0.2%  |
| 1955                        | 33,667  | +1.4%  |
| 1960                        | 32,528  | −3.4%  |
| 1965                        | 32,265  | −0.8%  |
| 1970                        | 33,090  | +2.6%  |
| 1975                        | 35,261  | +6.6%  |
| 1980                        | 36,529  | +3.6%  |
| 1985                        | 40,716  | +11.5% |
| 1990                        | 64,560  | +58.6% |
| 1995                        | 96,279  | +49.1% |
| 2000                        | 111,737 | +16.1% |
| 2005                        | 113,572 | +1.6%  |
| 2010                        | 114,220 | +0.6%  |
| 2015                        | 112,691 | −1.3%  |
| 2020                        | 109,238 | −3.1%  |
| Sanda population statistics |         |        |

## 기후
| 산다시의 기후                                                | 산다시의 기후 | 산다시의 기후 | 산다시의 기후 | 산다시의 기후 | 산다시의 기후 | 산다시의 기후 | 산다시의 기후 | 산다시의 기후 | 산다시의 기후 | 산다시의 기후 | 산다시의 기후 | 산다시의 기후 | 산다시의 기후   |
| 월                                                           | 1월           | 2월           | 3월           | 4월           | 5월           | 6월           | 7월           | 8월           | 9월           | 10월          | 11월          | 12월          | 연간            |
| ------------------------------------------------------------ | ------------- | ------------- | ------------- | ------------- | ------------- | ------------- | ------------- | ------------- | ------------- | ------------- | ------------- | ------------- | --------------- |
| 역대 최고 기온 °C (°F)                                       | 17.4 (63.3)   | 20.8 (69.4)   | 24.3 (75.7)   | 29.1 (84.4)   | 31.6 (88.9)   | 35.4 (95.7)   | 37.2 (99.0)   | 38.4 (101.1)  | 36.0 (96.8)   | 32.1 (89.8)   | 25.3 (77.5)   | 22.1 (71.8)   | 38.4 (101.1)    |
| 일평균 최고 기온 °C (°F)                                     | 7.7 (45.9)    | 8.7 (47.7)    | 12.6 (54.7)   | 18.5 (65.3)   | 23.5 (74.3)   | 26.5 (79.7)   | 30.2 (86.4)   | 31.8 (89.2)   | 27.4 (81.3)   | 21.7 (71.1)   | 16.0 (60.8)   | 10.3 (50.5)   | 19.6 (67.3)     |
| 일일 평균 기온 °C (°F)                                       | 2.5 (36.5)    | 3.3 (37.9)    | 6.8 (44.2)    | 12.3 (54.1)   | 17.5 (63.5)   | 21.6 (70.9)   | 25.5 (77.9)   | 26.4 (79.5)   | 22.3 (72.1)   | 16.1 (61.0)   | 10.0 (50.0)   | 4.7 (40.5)    | 14.1 (57.4)     |
| 일평균 최저 기온 °C (°F)                                     | −2.2 (28.0)   | −1.8 (28.8)   | 1.0 (33.8)    | 5.9 (42.6)    | 11.4 (52.5)   | 17.1 (62.8)   | 21.6 (70.9)   | 22.1 (71.8)   | 17.9 (64.2)   | 11.0 (51.8)   | 4.4 (39.9)    | −0.4 (31.3)   | 9.0 (48.2)      |
| 역대 최저 기온 °C (°F)                                       | −10.1 (13.8)  | −9.5 (14.9)   | −6.3 (20.7)   | −2.8 (27.0)   | −1.2 (29.8)   | 7.0 (44.6)    | 12.6 (54.7)   | 14.1 (57.4)   | 7.6 (45.7)    | 0.1 (32.2)    | −3.7 (25.3)   | −10.6 (12.9)  | −10.6 (12.9)    |
| 평균 강수량 mm (인치)                                        | 41.7 (1.64)   | 52.6 (2.07)   | 92.8 (3.65)   | 94.7 (3.73)   | 125.5 (4.94)  | 165.1 (6.50)  | 171.1 (6.74)  | 128.4 (5.06)  | 165.5 (6.52)  | 127.5 (5.02)  | 66.5 (2.62)   | 50.4 (1.98)   | 1,281.8 (50.46) |
| 평균 강수일수 (≥ 1.0 mm)                                     | 5.8           | 6.8           | 9.8           | 9.4           | 10.1          | 11.4          | 10.5          | 8.4           | 10.3          | 8.5           | 6.4           | 6.6           | 104.0           |
| 평균 월간 일조시간                                           | 134.6         | 128.9         | 157.8         | 181.2         | 182.9         | 131.9         | 148.4         | 198.7         | 146.7         | 158.5         | 143.2         | 140.5         | 1,853.3         |
| 출처: 일본 기상청 (평년값: 1991년~2020년, 극값: 1978년~현재) |               |               |               |               |               |               |               |               |               |               |               |               |                 |

## 자매결연도시

### 해외
- 오스트레일리아 뉴사우스웨일스주 불마운틴스
  - 1988년 8월 30일 자매 도시 제휴
- 미국 워싱턴주 에렌즈버그
  - 1992년 4월 6일 우호 도시 제휴
- 대한민국 제주특별자치도 제주시
  - 1997년 7월 31일 우호 도시 제휴